# 30316 Scottmassa
30316 Scottmassa è un asteroide della fascia principale. Scoperto nel 2000, presenta un'orbita caratterizzata da un semiasse maggiore pari a 2,4664164 UA e da un'eccentricità di 0,0955065, inclinata di 4,22419° rispetto all'eclittica.